# ملعب جوانج يانج
ملعب جوانج يانج (بالإنجليزية: Gwangyang Football Stadium)‏ هو ملعب كرة قدم يقع في كوريا الجنوبية، يتسع لـ 13,496 متفرج.

## التاريخ
تم وضع حجر الأساس للملعب في 1992. افتتح الملعب في 1993.